# 앙겔라 히틀러
앙겔라 프란치스카 요한나 하미치(독일어: Angela Franziska Johanna Hammitzsch, 1883년 7월 29일 ~ 1949년 10월 30일)는 아돌프 히틀러의 이복누나이자 레오 루돌프 라우발 유니오어와 겔리 라우발의 어머니이다.

## 생애
앙겔라 히틀러는 오스트리아-헝가리 제국 브라우나우암인에서 알로이스 히틀러와 그의 두 번째 부인 프란치스카 마첼베르거의 딸로 태어났다. 그녀의 어머니는 이듬해 사망하였다. 앙겔라와 그녀의 오빠 알로이스 히틀러 주니어는 그들의 아버지와 그의 세 번째 아내 클라라 푈츨에 의해 길러졌다. 그녀의 이복동생인 아돌프 히틀러는 앙겔라보다 6년 늦게 태어났고, 그들은 매우 가깝게 자랐다. 그녀는 나의 투쟁에서 언급된 그의 형제들 중 유일한 사람이다.
앙겔라의 아버지는 1903년에 사망했고 그녀의 계모는 1907년에 작은 유산을 남기고 죽었다. 1903년 9월 14일 앙겔라는 세무조사관 레오 라우발(1879년 6월 11일 ~ 1910년 8월 10일)과 결혼하여 1906년 10월 1일 아들 레오를 낳았다. 1908년 6월 4일에는 겔리를 낳았고 1910년 둘째 딸 엘프레데(1910년 1월 10일 ~ 1993년 9월 24일)를 낳았다. 그녀의 남편은 1910년에 죽었다.

### 미망인 시절
앙겔라는 제1차 세계 대전 후 빈으로 이주했다. 발터 랑거의 보고서에 따르면 히틀러가의 OSS 프로파일에서 아돌프 히틀러의 마음은 이 시기에 앙겔라를 긍정적으로 그려, "단순하고 근면한 사람"이라고 묘사하고 있다. 이 단체는 그녀가 유대인 학생들을 위한 하숙집인 멘사 아카데미 유다이카의 매니저가 되었다고 밝히고 있는데, 그녀는 한때 반유대주의 폭동으로부터 그들을 보호했었다. 랑거에 따르면, "우리 정보원 중 일부는 이 시기에 그녀를 알고 있었으며 학생 폭동에서 앙겔라가 유대인 학생들을 공격으로부터 방어했으며 여러 차례 클럽으로 식당 계단에서 떨어진 곳에서 아리아인 학생들을 때렸다고 보고하고 있다. 그녀는 상당히 크고 강한 농부 타입으로 활동적인 역할을 충분히 맡을 수 있었다.
앙겔라는 1919년 아돌프가 그녀와 다시 연락을 취했을 때 10년 동안 아돌프로부터 아무 소식도 듣지 못했다 1924년, 아돌프는 랜드스버그에 갇혔다. 앙겔라는 그를 방문하기 위해 빈을 떠났다. 1928년 그녀와 겔리는 베르흐테스가덴 근처의 오베르살츠베르그에 있는 하우스 와첸펠트로 이사했고, 그곳에서 앙겔라는 그의 가정부가 되었고 후에 히틀러의 확장된 휴양지에서 가사를 담당하게 되었다. 겔리는 1931년에 자살했다.
앙겔라는 겔리가 죽은 후에도 이복동생을 위해 계속 일했지만, 히틀러와 에바 브라운의 관계를 못마땅하게 여겼다. 이후 그녀는 베르흐테스가덴을 떠나 드레스덴으로 이사했다.

### 재혼 이후
1936년 2월 18일, 건축가 마르틴 하미치(1878년 5월 12일 ~ 1945년 5월 12일)와 결혼하여 드레스덴에 있는 유명한 예니제 담배 공장을 설계하였고, 후에 드레스덴에 있는 주 건축 건설 학교 이사가 되었다.
1936년 6월 26일, 그 부부는 파소로 돌아왔다. 이들은 앙겔라가 어렸을 때 살았던 인 강가의 집을 방문했을 때 방문자 명부에 기재 사항을 남겼다고 현지 신문은 전했다.
히틀러는 분명히 그 결혼을 못마땅해 했고, 그의 이복동생을 "프라우 하미치"라고 불렀다. 그러나 히틀러가 제2차 세계 대전 중에 앙겔라와 다시 연락을 취하게 된 것은 앙겔라가 연락을 원하지 않는 나머지 가족에게 그의 중개자로 남아 있었기 때문인 것으로 보인다. 1941년, 그녀는 히틀러와 함께 했던 그녀의 회고록을 출판사에 팔았고, 그것은 앙겔라에게 2만 라이히스마크를 가져다 주었다.
1945년 2월 13일 ~ 14일의 대규모 폭탄 공격으로 드레스덴이 파괴된 후, 아돌프 히틀러는 소련에 붙잡히는 것을 피하기 위해 앙겔라를 베르흐테스가덴으로 옮겼다. 또한 그는 그녀와 그의 여동생 파울라에게 10만 리히스마크를 빌려주었다. 히틀러의 마지막 유언장에서 그는 앙겔라에게 매달 1000리히스마크의 연금을 보장했다. 앙겔라가 돈을 받았는지는 확실하지 않다. 그녀의 두 번째 남편은 독일의 마지막 패배 직후에 자살했다.

### 전후
아돌프는 앙겔라와 파울라의 지능에 대해 "멍청한 거위"라고 부르며 낮은 평가를 내린 것으로 보인다. 그럼에도 불구하고 그녀는 전쟁이 끝난 후에도 그를 매우 높이 평가했고, 오빠도 그녀 자신도 홀로코스트에 대해 아는 바가 없다고 주장했다. 앙겔라 히틀러는 1949년 10월 30일 독일 하노버에서 뇌졸중으로 사망했다.

## 가족 관계
앙겔라의 아들 레오는 오스트리아 린츠에 사는 은퇴한 기술자인 아들 페터(1931년생)를 낳았다. 딸 엘프리데는 1937년 6월 27일 변호사인 에른스트 호체거와 결혼하여 하이너 호체거(1945년 1월생)라는 아들을 두었다.

## 같이 보기
- 히틀러가